# Grille de Bales
La Grille de Bales permet d'étudier les interactions au sein d'un groupe. Elle s'inscrit dans « les premiers travaux systématiques sur les flux de communication dans les groupes [...] qui sont toujours d'actualité ».  Elle se centre sur la fonction de l'interaction de l'individu avec le groupe, plus que sur son contenu stricto-sensu. Elle est valide pour l'analyse des interactions au sein de groupes tentant de résoudre « objectivement » un problème à partir d'une discussion.
Elle a été créée par Robert F. Bales en 1950.

## Détails sur la grille de Bales**
Les fonctions se répartissent en 12 catégories exemple : « montre de la solidarité » lesquelles peuvent être regroupées en quatre domaines principaux :
- socio-émotionnel positif,
- socio-émotionnel négatif,
- réponses du participant centrées sur la tâche,
- demandes du participant centrées sur la tâche.

Ces domaines peuvent à leur tour être regroupés selon qu'ils touchent à l'aire émotionnelle ou à l'aire de la tâche.
Après analyse des comportements via la grille de Bales, l'animateur du groupe peut interagir sur la dynamique du groupe.